# Dasymys rufulus
Dasymys rufulus — вид гризунів родини мишевих (Muridae). Він зустрічається в Беніні, Камеруні, Кот-д'Івуарі, Гамбії, Гані, Гвінеї, Гвінеї-Бісау, Ліберії, Малі, Нігерії, Сенегалі, Сьєрра-Леоне та Того. Його природні середовища існування — субтропічні або тропічні сезонно вологі або затоплені низинні луки та болота. Це звичайний вид, і Міжнародний союз охорони природи оцінив його природоохоронний статус як «найменше занепокоєний».

## Опис
Це кремезний щур середнього розміру з м'якою, густою кудлатою шерстю. Очі малі й темні, а вуха малі й округлі; обидва часто непомітні серед густого хутра. Верхня частина голови й тулуба від коричневого до сірувато-коричневого кольору з червонуватим відтінком, особливо в середній частині голови та вздовж хребта спини. Підшерстя тонке й дуже густе. Боки коричневі, окремі волоски мають пухкі кінчики. Нижня частина тіла більш бліда, окремі волоски сірі з білуватими кінчиками. Різкої межі між верхньою і нижньою частинами немає. Передня лапа має чотири пальці, а задня – п’ять. Довжина хвоста приблизно дорівнює довжині голови й тіла; він оточений дрібними лусочками і вкритий рідкісними короткими щетинками. Довжина голови і тіла цієї щури в середньому становить 145 мм, а вага в середньому 78 г.

## Поширення й середовище проживання
Dasymys rufulus походить із тропічної Західної Африки; його ареал включає Бенін, Гамбію, Гану, Гвінею, Гвінею-Бісау, Кот-д'Івуар, Ліберію, Малі, Нігерію, Сенегал, Сьєрра-Леоне та Того. Мешкає у заболочених і болотистих місцевостях, струмках, берегах річок, озер, молодих плантаціях олійної пальми та рисових полях.

## Спосіб життя
Це наземний вид. Веде нічний спосіб життя і добре плаває. Живе в неглибокій норі, вхід часто прихований під купиною трави. Харчується травою, листям та іншими рослинними матеріалами. Його звички розмноження невідомі.